# Entre-Deux
L'Entre-Deux (French for The Between-Two) là một xã thuộc tỉnh Réunion.